# Governatorato di Sohag
Il governatorato di Sohag (arabo:  محافظة سوهاج, Muḥāfaẓat Sūhāǧ) è un governatorato dell'Egitto che si trova lungo il Nilo. Il capoluogo è Sohag.